# Eduardo Chicharro Calleja
Eduardo Chicharro Calleja (Alcalá de Henares, Madrid, 16 de marzo de 1937), conocido simplemente como Calleja, es un exfutbolista español. Jugó en Primera División en el Pontevedra Club de Fútbol.

## Carrera

### Futbolista
Llega al club lerezano en 1961, que por aquel entonces militaba en Segunda División. Dos años más tarde el conjunto granate lograría ascender a Primera División. En su primer año con el club de Pasarón en Primera División interviene en 30 encuentros, pero no consiguen evitar el descenso. Tras sólo una temporada en Segunda División el club regresa a la máxima categoría. Durante lo que resta de década, el Pontevedra vive su época dorada y la afición local acuña la frase de «hai que roelo» ('hay que roerlo'), en referencia a la dificultad que entrañaba vencer a su equipo. En 1971 pone fin a su etapa como granate siendo durante las 10 temporadas un jugador indiscutible. 
A lo largo de su carrera jugó 160 partidos de Primera División.

## Estadísticas
| Club          | Categoría        | País   | Año       | Partidos | Goles |
| ------------- | ---------------- | ------ | --------- | -------- | ----- |
| Plus Ultra    | Segunda División | España | 1958-1959 | 12       | 0     |
| Plus Ultra    | Segunda División | España | 1959-1960 | 22       | 0     |
| Plus Ultra    | Segunda División | España | 1960-1961 | 14       | 0     |
| Pontevedra CF | Segunda División | España | 1961-1962 | 30       | 0     |
| Pontevedra CF | Segunda División | España | 1962-1963 | 26       | 0     |
| Pontevedra CF | Primera División | España | 1963-1964 | 30       | 0     |
| Pontevedra CF | Segunda División | España | 1964-1965 | 23       | 0     |
| Pontevedra CF | Primera División | España | 1965-1966 | 25       | 0     |
| Pontevedra CF | Primera División | España | 1966-1967 | 26       | 0     |
| Pontevedra CF | Primera División | España | 1967-1968 | 30       | 0     |
| Pontevedra CF | Primera División | España | 1968-1969 | 20       | 0     |
| Pontevedra CF | Primera División | España | 1969-1970 | 29       | 0     |
| Pontevedra CF | Segunda División | España | 1970-1971 | 28       | 0     |

- Datos: Q23034804